# Piet Rentmeester
Petrus Laurentius "Piet" Rentmeester (Yerseke, 27 augustus 1938 – Goes, 11 februari 2017) was een Nederlands wielrenner.

## Loopbaan
De grootste overwinning van Rentmeester was de klassieker Kuurne-Brussel-Kuurne in 1962. In datzelfde jaar won hij Parijs-Camembert. Hij nam één keer deel aan een grote ronde; de Ronde van Spanje 1964. Hij haalde hierin de eindstreep niet. Op het wereldkampioenschappen wielrennen eindigde hij zowel in 1961 als in 1962 als elfde.
Rentmeester kwam in 1965 in het nieuws doordat uit een dopingcontrole zou zijn gebleken dat hij de plas van zijn echtgenote had ingeleverd. Hij werd daarna jarenlang spottend "de zwangere wielrenner" genoemd. Hij ontkende de aantijging, die volgens hem nooit tot een formele beschuldiging van de wielerbond heeft geleid. Volgens Rentmeester was het verhaal de wereld in geholpen door een onbekende freelance-journalist.
Piet Rentmeester had na zijn wielercarrière een groothandel in wielersportartikelen. Hij deed zijn zaak in 1980 over aan Manfred Krikke. Hij overleed in 2017 op 78-jarige leeftijd.

## Belangrijkste overwinningen
1960
- 1e GP Fichtel & Sachs
- 1e Berg a\d Maas,Tongeren, St-Maartens-Gelderen
- 1e Geulen, Heerlerheide, Langemark

1961
- Gent-Brugge-Antwerpen
- 1e Omloop Schelde-Durme
- 2e Omloop Vlaanderen
- 3e Ronde van West Duitsland
- 3e Omloop Torhout
- 1e etappe deel B Ronde van Nederland
- 3e etappe Ronde van Nederland
- 3e etappe Tour du Nord

1962
- 1e Dwars door Gendringen
- 1e Kuurne-Brussel-Kuurne
- 1e Parijs-Camembert

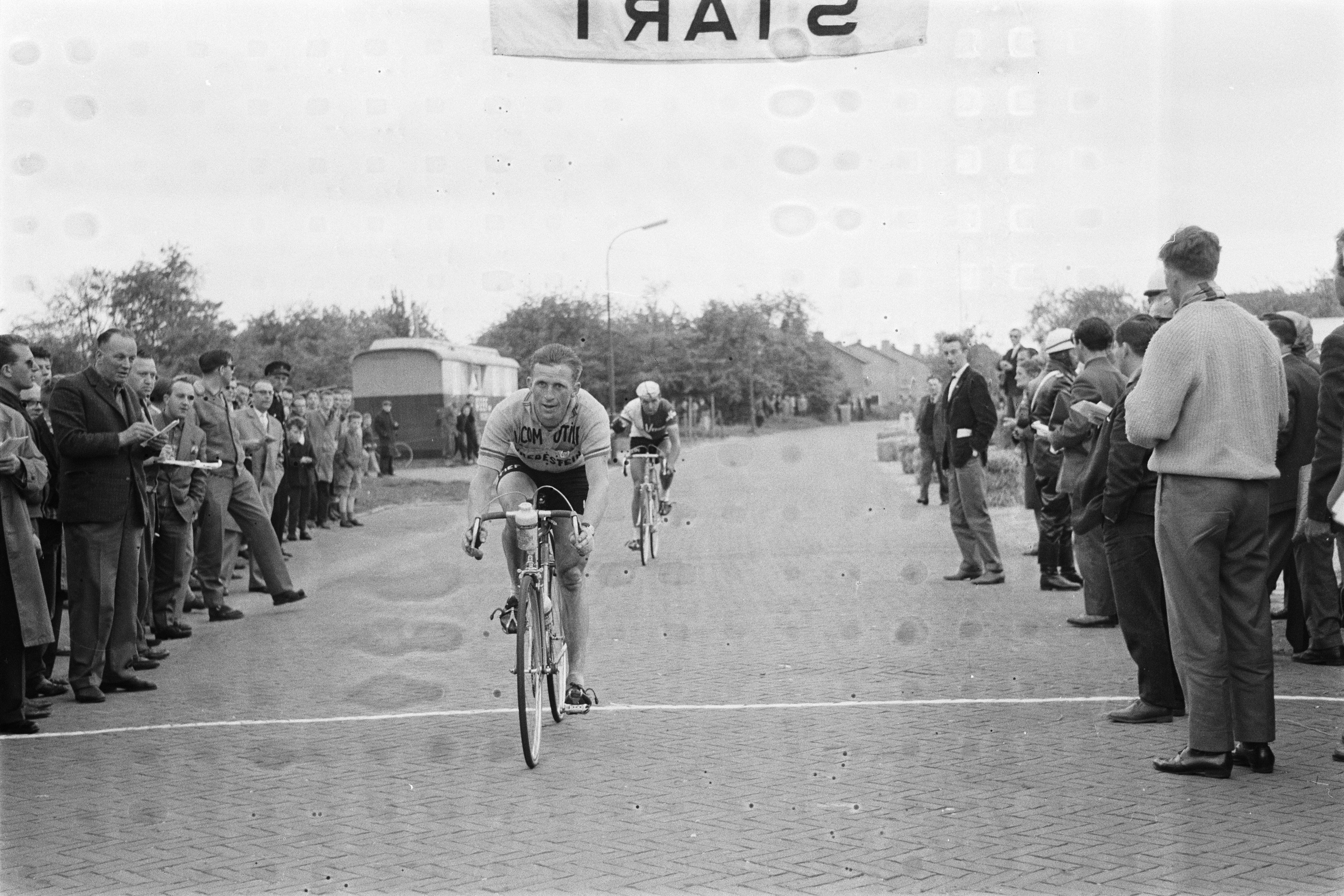
Piet Rentmeester passeert finish bij de derde etappe van de Ronde van Nederland

- 1e Genderingen, Narbonne, Ossendrecht
- 2e Omloop Vlaamse Ardennen
- 2e Dwars door België
- 3e Vierdaagse van Duinkerken

1963
- 1e Brussel-Charleroi-Brussel, Dinteloord, Ossendrecht
- 3e Bordeaux-Parijs

1964
- 1e San Ignacio
- 2e Trofeo Pamplona
- 7e etappe Ronde van Catalonië
- 8e etappe Ruta del Sol

1965
- 1e Achtmaal
- 3e Brabantse pijl

| Jaar | Ronde van Italië | Ronde van Frankrijk | Ronde van Spanje |
| ---- | ---------------- | ------------------- | ---------------- |
| 1960 |                  |                     |                  |
| 1961 |                  |                     |                  |
| 1962 |                  |                     |                  |
| 1963 |                  |                     |                  |
| 1964 |                  |                     | opgave           |

| Jaar | Gent-Wevelgem | Ronde van Vlaanderen | Parijs-Roubaix | Luik-Bast.‑Luik | Parijs-Tours | Parijs-Brussel |  | WK op de weg |
| ---- | ------------- | -------------------- | -------------- | --------------- | ------------ | -------------- |  | ------------ |
| 1960 |               |                      |                |                 | 16e          |                |  | 21e          |
| 1961 |               | 35e                  | 69e            |                 | 46e          |                |  | 11e          |
| 1962 | 38e           |                      | 17e            | 14e             | 10e          | 8e             |  | 11e          |
| 1963 | 29e           |                      |                |                 |              |                |  |              |
| 1964 |               |                      |                |                 |              |                |  |              |